# Beta vulgaris
Espèce
Beta vulgaris est une espèce de plantes de la famille des Amaranthaceae, originaire de l'ancien monde, dont plusieurs types de variétés sont cultivés (bettes (ou blettes selon la région), betteraves fourragères, potagères et sucrières).
On reconnait généralement trois sous-espèces : 
- Beta vulgaris subsp. vulgaris qui regroupe toutes les variétés cultivées (betteraves et bettes),
- Beta vulgaris subsp. maritima, la bette maritime, considérée comme l'ancêtre sauvage des variétés cultivées, qui se rencontre sur les côtes atlantiques et méditerranéennes de l'Europe,ainsi qu'au Proche-Orient et en Inde,
- Beta vulgaris subsp. adanensis, autre sous-espèce sauvage, présente de la Grèce à la Syrie.

Elle fait partie des plantes dont la culture est recommandée dans les domaines royaux par Charlemagne dans le capitulaire De Villis (fin du VIIIe ou début du IXe siècle).

## Description

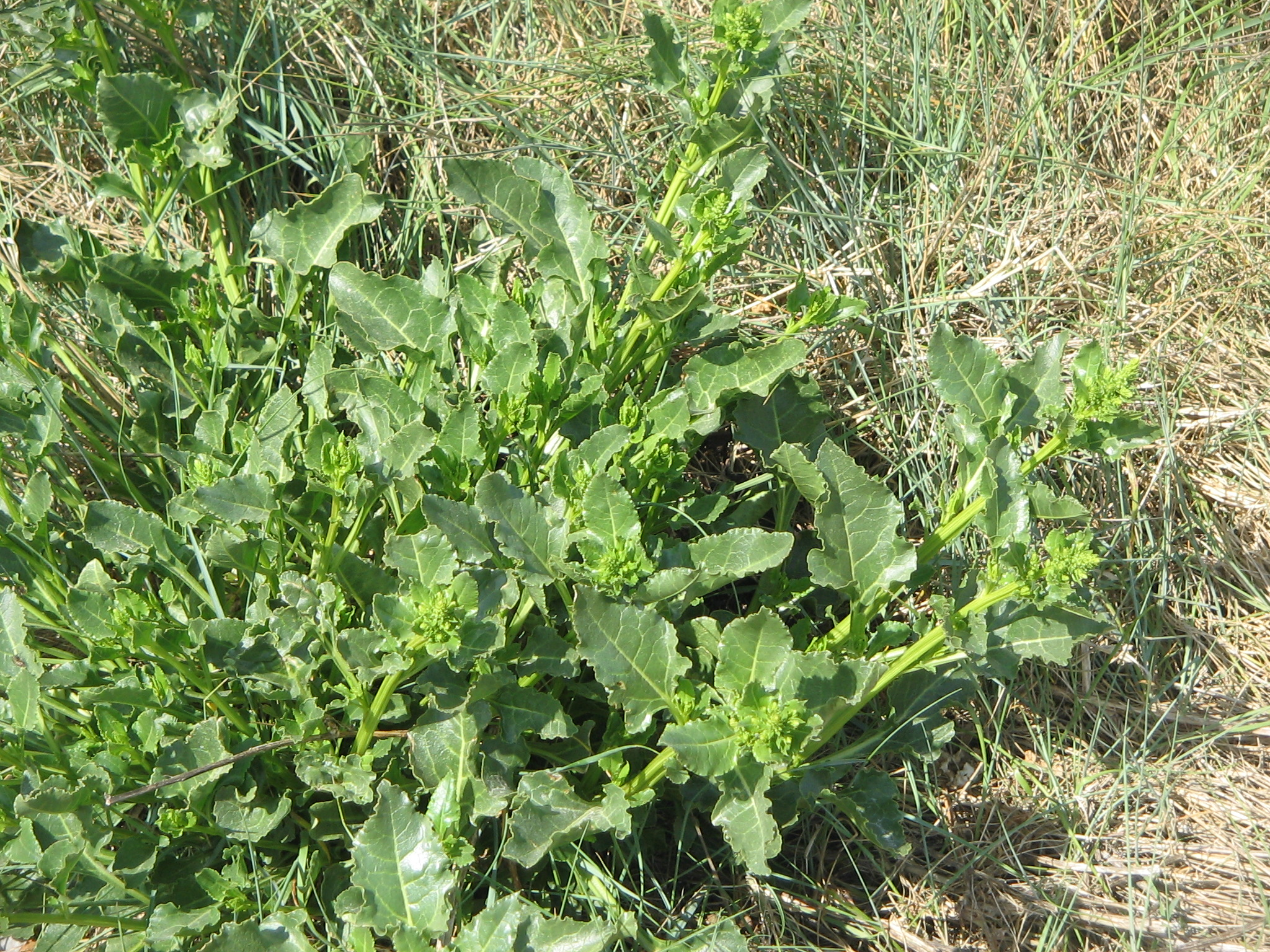
Beta vulgaris subsp. maritima.

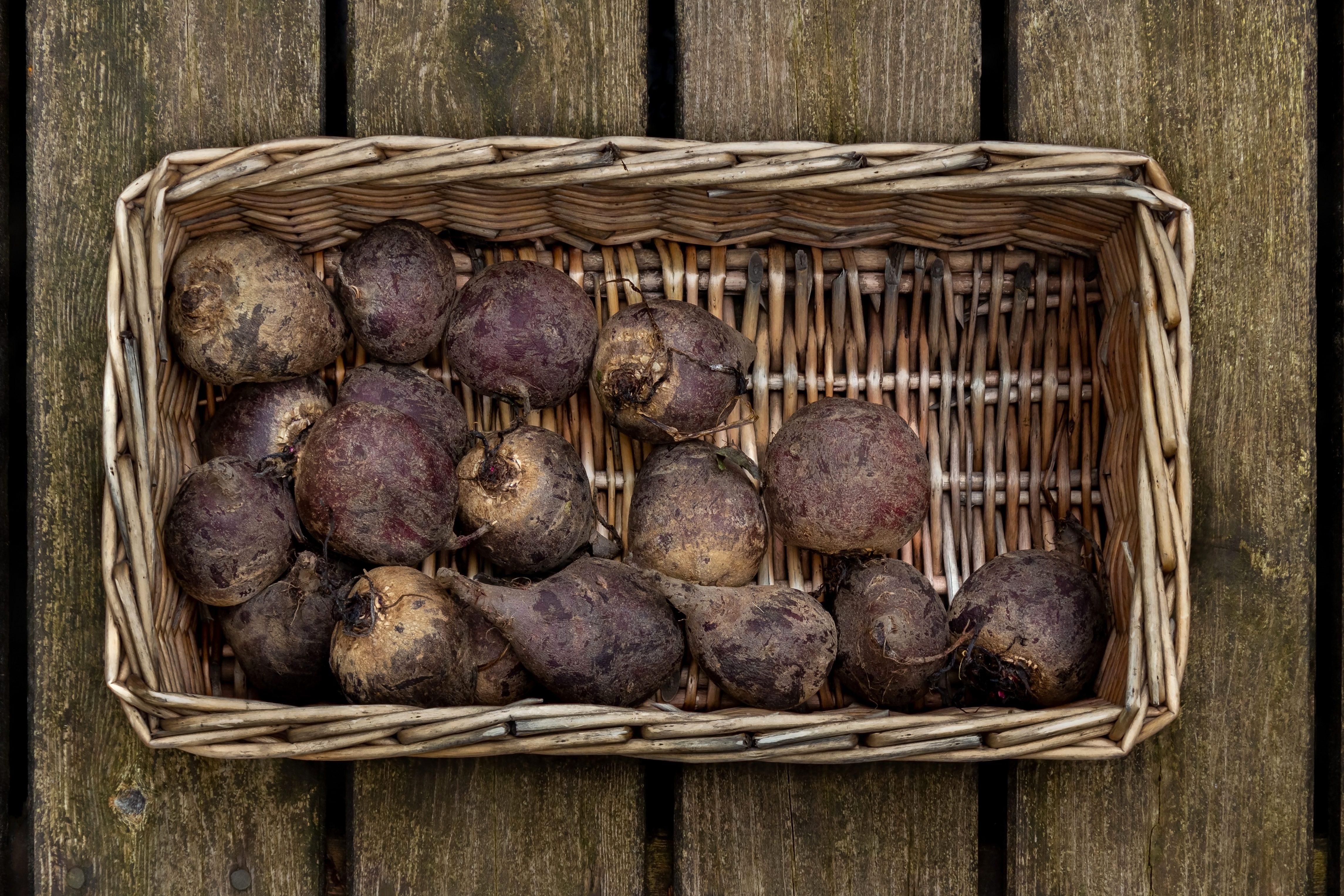
Panier de Beta vulgaris à Lysekil, Suède. Octobre 2021.

Beta vulgaris est une plante herbacée bisannuelle ou, plus rarement, vivace, aux tiges feuillues pouvant atteindre 1 à+2m de haut, à racine pivotante épaisse.
Les feuilles, au limbe cordiforme, mesurent de 5 à+20cm de long chez les plantes sauvages (souvent beaucoup plus grandes chez les plantes cultivées).
La floraison a lieu de juin à septembre. Les fleurs, vertes ou rougeâtres, à cinq pétales, sont groupées en épis denses ; chaque fleur est très petite, d'un diamètre de 3  à   5 mm ; elles sont pollinisées par le vent.
Les fruits sont des nucules regroupés en glomérules.

## Taxinomie
Beta vulgaris appartient à la famille des Amaranthaceae, sous-famille des Betoideae. Elle était auparavant classée dans la famille des Chenopodiaceae.
La première description de Beta vulgaris est due à Linné, et fut publiée  en 1753 dans la première édition du Species Plantarum, p. 222. 
Il créa en même temps le genre Beta et considéra d'abord la betterave, la bette maritime et la bette comme trois variétés différentes de l'espèce Beta vulgaris (à l'époque on ne connaissait pas la betterave sucrière, ni la betterave fourragère). 
Dans la deuxième édition du Species Plantarum, publiée en 1762, p. 322, Linné a érigé la forme sauvage en espèce distincte (Beta maritima) et a regroupé les formes cultivées dans l'espèce Beta vulgaris.
Aujourd'hui, les formes sauvages et cultivées, qui peuvent être hybridées et avoir une descendance fertile, sont toutes considérées comme des sous-espèces d'une nature commune. 
La position taxonomique des différentes formes cultivées, telles que variétés ou sous-espèces, a été modifiée à de nombreuses reprises. 
Il est désormais admis que les cultivars doivent être tous regroupés au sein de la sous-espèce Beta vulgaris subsp. vulgaris.
La bette est parfois appelée abusivement blette. Le terme vernaculaire blette renvoie en fait à une autre espèce, Amaranthus blitum L., une amarante anciennement cultivée mais presque inconnue en France de nos jours.

### Synonymes
Selon Euro+Med Plantbase : 
- Beta cicla L.
- Beta crispa Tratt.
- Beta esculenta Salisb., nom. illeg.
- Beta sulcata Gasp.
- Beta vulgaris subsp. esculenta Cout.

## Liste des sous-espèces et variétés
Selon Catalogue of Life (7 août 2014) :

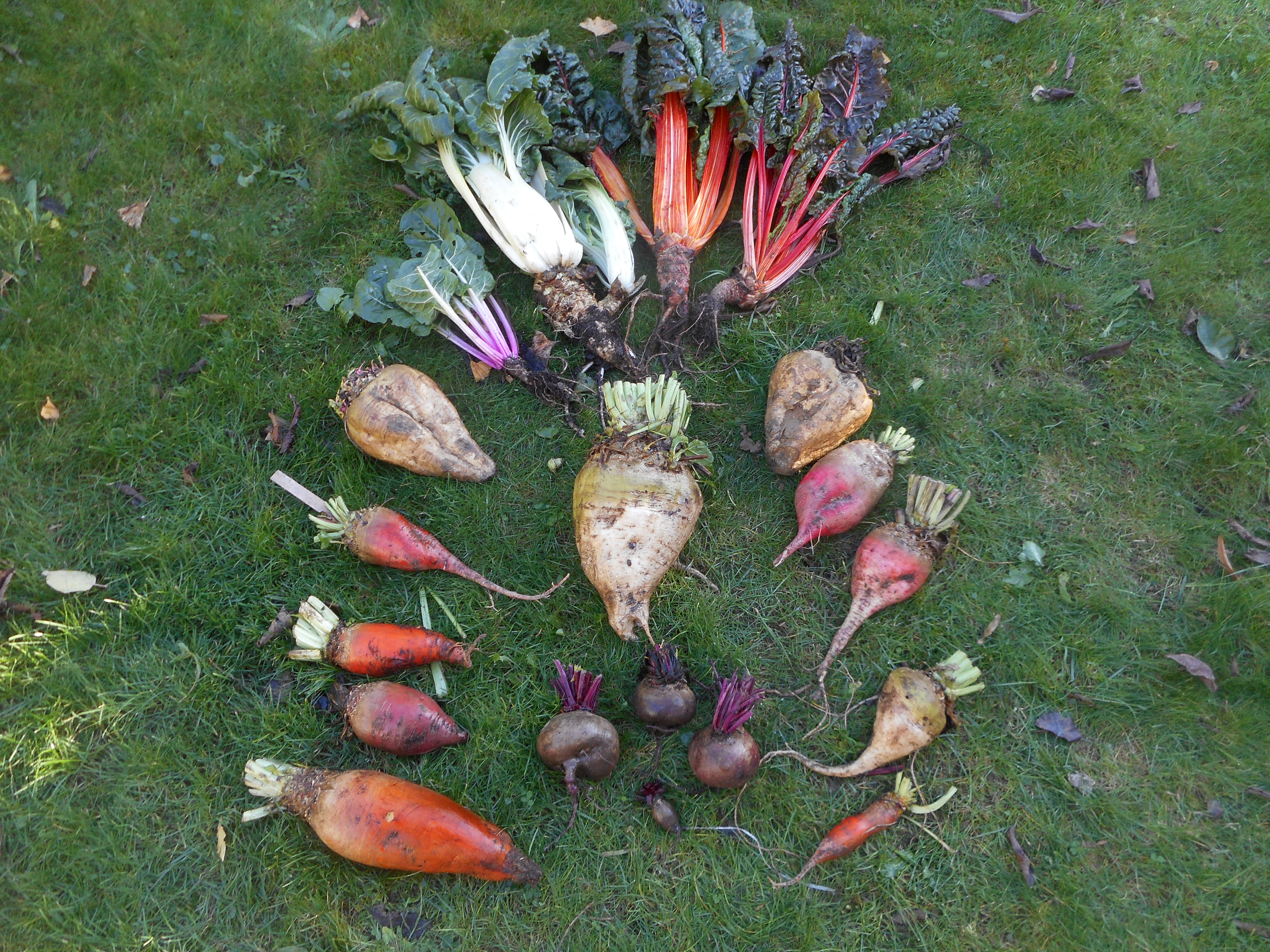
Diverses variétés cultivées de Beta vulgaris.

- sous-espèce Beta vulgaris subsp. adanensis (Pamukç.) Ford-Lloyd & J. T. Williams
- sous-espèce Beta vulgaris subsp. foliosa Asch. & Schweinf. ex Boiss.
- sous-espèce Beta vulgaris subsp. maritima
- sous-espèce Beta vulgaris subsp. orientalis
- sous-espèce Beta vulgaris subsp. vulgaris
- variété Beta vulgaris var. cicla
- variété Beta vulgaris var. pilosa
- variété Beta vulgaris var. rapacea
- variété Beta vulgaris var. rubra

Selon The Plant List (7 août 2014) :
- sous-espèce Beta vulgaris subsp. adanensis (Pamukç.) Ford-Lloyd & J.T. Williams
- variété Beta vulgaris var. trojana (Pamukç.) Ford-Lloyd & J.T. Williams

Selon Tropicos (7 août 2014) (Attention liste brute contenant possiblement des synonymes) :
- sous-espèce Beta vulgaris subsp. adanensis (Pamukç.) Ford-Lloyd & J.T. Williams
- sous-espèce Beta vulgaris subsp. asiatica Krassochkin ex Burenin
- sous-espèce Beta vulgaris subsp. cicla (L.) Schübl. & G. Martens
- sous-espèce Beta vulgaris subsp. foliosa Asch. & Schweinf.
- sous-espèce Beta vulgaris subsp. lomatogonoides Aellen
- sous-espèce Beta vulgaris subsp. macrocarpa (Guss.) Thell.
- sous-espèce Beta vulgaris subsp. maritima (L.) Arcang.
- sous-espèce Beta vulgaris subsp. orientalis Aellen
- sous-espèce Beta vulgaris subsp. patula (Aiton) Ford-Lloyd & J.T. Williams
- sous-espèce Beta vulgaris subsp. provulgaris Ford-Lloyd & J.T. Williams
- sous-espèce Beta vulgaris subsp. vulgaris
- variété Beta vulgaris var. altissima Döll
- variété Beta vulgaris var. asiatica Burenin
- variété Beta vulgaris var. atriplicifolia Krassochkin
- variété Beta vulgaris var. aurantia Burenin
- variété Beta vulgaris var. cicla L.
- variété Beta vulgaris var. coniciformis Burenin
- variété Beta vulgaris var. crassa Alef.
- variété Beta vulgaris var. foliosa (Asch. & Schweinf.) Aellen
- variété Beta vulgaris var. glabra (Delile) Aellen
- variété Beta vulgaris var. grisea Aellen
- variété Beta vulgaris var. lutea DC.
- variété Beta vulgaris var. macrocarpa (Guss.) Moq.
- variété Beta vulgaris var. marcosii O. Bolòs & Vigo
- variété Beta vulgaris var. maritima (L.) Alef.
- variété Beta vulgaris var. mediasiatica Burenin
- variété Beta vulgaris var. orientalis (Roth) Moq.
- variété Beta vulgaris var. ovaliformis Burenin
- variété Beta vulgaris var. perennis L.
- variété Beta vulgaris var. pilosa (Delile) Moq.
- variété Beta vulgaris var. rapa Dum.
- variété Beta vulgaris var. rosea Moq.
- variété Beta vulgaris var. rubidus Burenin
- variété Beta vulgaris var. rubra L.
- variété Beta vulgaris var. rubrifolia Krassochkin ex Burenin
- variété Beta vulgaris var. saccharifera Alef.
- variété Beta vulgaris var. trojana (Pamukç.) Ford-Lloyd & J.T. Williams
- variété Beta vulgaris var. virescens Burenin
- variété Beta vulgaris var. viridifolia Krassochkin ex Burenin
- variété Beta vulgaris var. vulgaris

## Biochimie
Les saponines, fréquentes dans la famille des Amaranthaceae sont souvent considérées comme des facteurs antinutritionnels indésirables, mais ce point de vue tend à se nuancer ; ainsi les saponines triterpénoïdes de la Betterave rouge (Beta vulgaris L.) sont une source de composés antioxydants.